# Борок (Удмуртия)
Борок — посёлок в Камбарском районе Удмуртии. Административный центр Борковского сельского поселения.

## География
Посёлок расположен на юго-востоке республики на расстоянии примерно в 26 километрах по прямой к северо-западу от районного центра Камбарки.
Часовой пояс
Посёлок Борок как и вся Удмуртия, находится в часовой зоне МСК+1. Смещение применяемого времени относительно UTC составляет +4:00.

## Население
| 2010 | 2012 |
| ---- | ---- |
| 455  | ↗459 |

Национальный состав
Согласно результатам переписи 2002 года, русские составляли 92 % из 546 чел..